# Mystery shopping
Il mystery shopping (letteralmente "acquisti in incognito" e più propriamente "mystery audit", in italiano "audit in incognito") è un metodo di rilevazione della qualità erogata dei servizi, inclusa la vendita di prodotti, verso i clienti/utenti/cittadini. È uno strumento strategico adottato dalle organizzazioni pubbliche o private allo scopo di migliorare le prestazioni e quindi la soddisfazione dei clienti.

## Definizione
La definizione fornita dalla norma italiana UNI 11312-1:2017 è “Il Mystery shopping/audit è un audit non dichiarato e condotto in modo non riconoscibile, avente la caratteristica di simulare il comportamento e le azioni di un cliente potenziale o reale di un’organizzazione che eroga servizi, compresi eventuali prodotti associati, allo scopo di rilevare la qualità del servizio erogato”.
L’audit in incognito rappresenta un metodo strutturato e pianificato per rilevare fattori di qualità oggettivi, riferiti all’efficacia e all’efficienza di un servizio (considerando procedure, prassi, aspetti strutturali/statici e aspetti relazionali, non tangibili), compresi i prodotti eventualmente associati, nel momento esatto in cui viene erogato. I benefici legati a questo tipo di audit sono riconducibili all’ottenimento di dati oggettivi sull’esperienza del cliente (customer experience) che si riflettono sul miglioramento delle prestazioni dell’organizzazione, che vanno a vantaggio del cliente e al tempo stesso forniscono informazioni che sarebbero difficilmente reperibili e adeguatamente monitorabili.
Elemento indispensabile per la metodologia sono mystery shopper/auditor (letteralmente "clienti misteriosi") che vengono addestrati per creare situazioni reali o simulate ed hanno il compito di rilevare e monitorare i comportamenti del personale coinvolto nell'erogazione del servizio. In un punto vendita, ad esempio, verranno rilevati in modo oggettivo elementi di contesto, aspetti strutturali e statici del negozio, aspetti relazionali e comportamentali del personale addetto all'accoglienza e alla vendita, ecc., ma anche in generale l'esperienza vissuta a livello soggettivo dal mystery shopper durante la fruizione del servizio/la simulazione o acquisto del prodotto.
Il mystery shopping ha molti altri nomi inglesi spesso corrispondenti alla stessa pratica: Mystery Audit, Ghost Shopping, Secret Shopping, Mystery Customers, Spotters, Anonymous Audits, Virtual Customers, Employee Evaluations, Performance Audits, Telephone Checks, Service Checks, Test Customers, Test Buyers, Test Guests, Store Checks, Shop Controllers.

## Storia
Il mystery shopping nasce come tecnica usata dagli investigatori privati per prevenire i furti da parte degli impiegati, principalmente in banche e negozi al pubblico.
Nel 1940 viene coniato il termine mystery shopping (Wilmark) e si comincia ad usare questo metodo per migliorare i servizi alla clientela.
Tra gli anni '70 e '80 Shop 'n Check rende popolare il mystery shopping.
Gli anni '90, alimentati da Internet, hanno visto una rapida crescita di questa pratica e il 2000 rappresenta la rivoluzione anche grazie a software e pratiche più raffinate.

## Committenti
Il Mystery Auditing è uno strumento strategico per le organizzazioni, aziende e realtà no-profit, che vendono beni e offrono servizi, la cui attività dipende dalle relazioni con il cliente finale e il cui focus è sulle persone, sul servizio e sulla Customer Experience.
In particolare parliamo di:
- organizzazioni operanti nel comparto dell’ospitalità e del turismo (HO.RE.CA, musei, ecc.)
- organizzazioni legate alla salute delle persone (ospedali, case di cura, stabilimenti termali, ecc.)
- organizzazioni pubbliche e private che erogano servizi ai cittadini (uffici pubblici, ecc.)
- organizzazioni operanti nei beni e servizi di lusso
- esercizi commerciali, grande distribuzione organizzata, negozi e commercio on-line
- reti distributive di qualunque ambito (concessionarie, catene in franchising, retail, GDO).

## Obiettivi
Per concretizzare le strategie incentrate sulla customer experience è necessario in primo luogo comprendere le esigenze attuali e future dei propri clienti, dunque allineare i propri processi organizzativi per soddisfarli, al più alto grado possibile. Il tema è diventato particolarmente sfidante laddove il ruolo del cliente, “prosumer”, è sempre più al centro della co-creazione del servizio e il ruolo del venditore/addetto al servizio o alla relazione con il cliente è sempre più determinante.
Le tecniche di mystery shopping risultano particolarmente adatte per:
- Monitorare e misurare le prestazioni dei servizi
- Migliorare il trattenimento dei clienti (customer retention)
- Rendere consapevoli i collaboratori rispetto a ciò che è veramente importante per i clienti
- Rinforzare il rapporto positivo collaboratori/management attraverso incentivi
- Ottenere un riscontro dalle operazioni di front-line
- Monitorare e proteggere le strutture e gli assets
- Garantire la qualità dei prodotti/servizi erogati
- Supportare programmi promozionali
- Monitorare reclami sul prezzo e sulla vendita
- Migliorare le analisi competitive
- Alimentare le ricerche di mercato
- Identificare i fabbisogni formativi e opportunità di vendita
- Strumento formativo per l'addestramento e lo sviluppo
- Assicurare le relazioni positive con i clienti nella front-line
- Rafforzare l'integrità dei collaboratori

All'interno di un punto di vendita, ad esempio, il mystery shopper pone attenzione su: condizioni del punto vendita, stile e comportamento del personale, livello di conoscenza e competenza professionale, capacità di problem solving, efficacia nella vendita e nel proporre acquisti supplementari, capacità di ascolto, empatia, gentilezza e simpatia, coerenza con la filosofia aziendale, clima interno.

## Il metodo
Il mystery consente di mappare nel tempo la qualità del servizio erogato grazie al monitoraggio oggettivo di aspetti strutturali e relazionali. Fornisce infatti istantanee del contesto, delle procedure e, soprattutto, degli stili relazionali, scattate nel momento esatto in cui il cliente vive l'esperienza e utilizza il servizio.
La metodologia adottata dai mystery shopper è molto importante e da essa dipende buona parte del risultato.
Si comincia sempre con la definizione degli obiettivi e dei traguardi. A tal proposito, è importante capire come i mystery shopper possano essere utili per raggiungere lo stato ideale del servizio e per stabilire lo stato attuale.
Nello svolgimento dell’audit in incognito è fondamentale che l’auditor/gli auditor siano consapevoli che non è generalmente possibile ri-campionare una situazione di fruizione di un servizio nelle medesime condizioni, in virtù della sua unicità.
Il secondo passo per un buon programma di mystery shopping passa per la definizione del programma di lavoro e del questionario.
Anche il reclutamento e la formazione degli shopper è molto importante e deve essere condotto con attenzione da parte di personale specializzato. Dagli shopper, infatti, dipenderà buona parte dell'esito della campagna di mystery shopping.
La raccolta dei dati deve essere sempre condotta sul campo. Nel caso di rilevazioni a distanza possono essere usati canali differenti come il telefono, Internet, la posta, ecc. I dati raccolti devono essere riportati in modo ordinato e predisposti per essere raccolti e analizzati.
A questo punto tocca alla società che conduce il mystery shopping. Predisporre un buon report, infatti, è determinante per rendere efficace la tecnica e rendere più economici i cicli successivi.
Un risultato egregio, infatti, si ottiene solamente reiterando la tecnica a distanza di tempo ed in modo regolare, se serve cambiando gli shopper e alcuni parametri di rilevazione.

## Principi etici e deontologici[6]
Il committente, ed eventualmente altre parti interessate dell’organizzazione oggetto dell’audit in incognito, dovrebbero essere informati sulla metodologia e condividerne le finalità.
Il personale dell’organizzazione deve essere informato che il proprio lavoro potrebbe essere oggetto di audit in incognito. Il committente deve valutare rischi e opportunità legati alle modalità e tempistiche della comunicazione al personale. In particolare, dovrebbero essere condivisi la metodologia, l’obiettivo e il campo di applicazione del processo di audit in incognito. In ogni caso la comunicazione deve avvenire prima dell’attuazione di azioni successive che coinvolgano il personale.
Le risultanze dell’audit in incognito non devono essere utilizzate contro il personale interno ed esterno che collabora con l’organizzazione (per esempio per licenziamenti, diminuzioni di stipendio, utilizzo delle informazioni acquisite a fini lesivi della rispettabilità, dignità, diritti, ecc.). Nel caso di utilizzo della metodologia per programmi di coinvolgimento e incentivazione della forza lavoro, dovrebbe essere preventivamente richiesto il consenso del personale.

## Normativa italiana UNI 11312
Esiste una norma dell'UNI, elaborata come specifica tecnica (UNI/TS 11312) nel 2008 dal gruppo di lavoro GL40, misto commissioni Qualità e Servizi, pubblicata come norma UNI11312-1 nel 2017 che disciplina la metodologia dell'audit in incognito e definisce i requisiti di processo e di conoscenza, abilità e competenza delle figure professionali coinvolte nel processo (Progettisti, Coordinatori e Mystery Auditor) e che devono possedere per progettare e svolgere l'attività in modo deontologico e professionale.
I principi della ISO 9001:2015 ci ricordano che il focus costante sul cliente è il fondamento per il miglioramento continuo di un’organizzazione. L’audit in incognito è infatti complementare e/o sinergico ad altri tipi di audit (per esempio l’audit di sistemi di gestione) e si focalizza sulle attività di interfaccia tra l’organizzazione e il cliente. Dunque un efficace sistema di gestione per la qualità di un’organizzazione che eroga servizi dovrebbe prevedere l’audit in incognito tra i suoi strumenti, integrandolo in modo naturale nel sistema stesso. Certificazione di qualità e Mystery Audit sono pertanto attività distinte ma complementari, perché l’una integra l’altra; sono, idealmente, l’inizio e la fine, l’alfa e l’omega della completa mappatura della qualità aziendale.
Nel 2022 è stata pubblicata la seconda parte della norma, la UNI11312-2 che definisce i requisiti di conoscenza, abilità, autonomia e responsabilità delle figure professionali coinvolte nella progettazione, coordinamento ed esecuzione di audit in incognito (Progettisti, Coordinatori e Mystery Auditor).
L'Organismo di certificazione del Personale AICQ SICEV, ha inoltre reso disponibile un Registro Nazionale degli Auditor in incognito, il cui schema è accreditato da ACCREDIA, a cui i professionisti di tale metodologia possono accedere, sotto determinate condizioni di competenza, esperienza, scolarità e successivamente dopo aver superato rigorosi esami scritti, orali e di simulazione.